# Agrostis trachychlaena
Agrostis trachychlaena là một loài cỏ thuộc họ Poaceae. Đây là loài đặc hữu của Inaccessible và đảo Nightingales, Tristan da Cunha. Môi trường sống tự nhiên của chúng là đồng cỏ cận Nam cực.